# Вайнгартен (Тюрингия)
Вайнгартен (нем. Weingarten) — деревня в Германии, в земле Тюрингия. Входит в состав коммуны Хёрзель района Гота.
Вайнгартен ранее имел статус отдельной коммуны (общины). 1 декабря 2011 года вместе с соседними населёнными пунктами вошёл в состав новой коммуны Хёрзель.

## Население
Динамика населения (на 31 декабря каждого года):
| - 1994 — 202 чел. - 1995 — 203 чел. - 1996 — 193 чел. - 1997 — 186 чел. | - 1998 — 186 чел. - 1999 — 176 чел. - 2000 — 176 чел. - 2001 — 183 чел. | - 2002 — 189 чел. - 2003 — 183 чел. - 2004 — 183 чел. - 2005 — 180 чел. | - 2006 — 177 чел. - 2007 — 162 чел. - 2008 — 171 чел. - 2009 — 164 чел. | - 2010 — 157 чел. |